# یواس‌اس ماسکگت (ای‌جی-۴۸)
یواس‌اس ماسکگت (ای‌جی-۴۸) (به انگلیسی: USS Muskeget (AG-48)) یک زیردریایی بود که طول آن 233' 6" بود. این زیردریایی در سال ۱۹۲۳ ساخته شد.